# Torre de artilharia

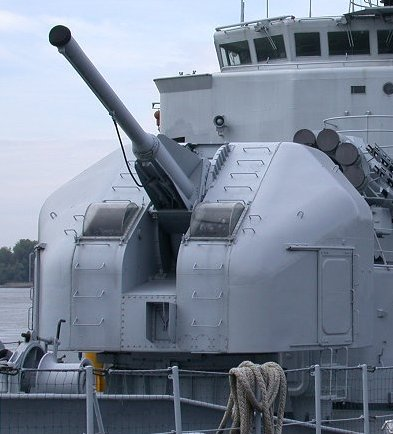
Torre Creusot-Loire Mod 1968 CADAM, armada com uma peça de 100 mm, municiada automaticamente, instalada no escoltador de esquadra francês Maille-Braize.

Uma torre de artilharia ou torre de tiro é um engenho que se destina a proteger uma arma de artilharia e a sua guarnição, ao mesmo tempo, permitindo que a arma possa ser apontada e disparada em várias direções.
A torre de artilharia consiste, essencialmente, numa plataforma giratória couraçada. Pode ser montada numa fortificação fixa, num navio de guerra, num veículo blindado ou numa aeronave.
As torres podem ser armadas com um ou mais metralhadoras, canhões ligeiros, peças de grande calibre ou lança-mísseis. Cada torre pode ser operada manualmente ou através de controlo remoto. As torres menores, montadas ou não sobre torres maiores são designadas "torretas".
A torre tanto serve para proteger a sua guarnição e armas contra o fogo inimigo como contra as inclemências meteorológicas.
O termo "torre" tem origem na analogia das torres de artilharia com as torres dos antigos castelos medievais.

## Navios de guerra
Uma torre de um navio de guerra é um reparo de artilharia rotativo, normalmente coberto por uma cúpula couraçada que protege as peças e os artilheiros.

### História

Animação, mostrado o princípio do funcionamento de uma torre de couraçado, montando peças de 15 polegadas (375 mm).

Antes do desenvolvimento das peças de artilharia de grande calibre e longo alcance, em meados do século XIX, os navios de linha tinham instaladas fileiras de canhões montados lateralmente em cada um dos bordos da embarcação, muitas vezes instalados em casamatas. O poder fogo tinha origem no grande número de peças que apenas podiam ser apontadas dentro de um arco limitado a um dos bordos do navio. Devido à instabilidade do navio, não podiam ser transportadas muitas armas maiores e mais pesadas. Além disso, as casamatas situavam-se, muitas vezes, próximas da linha de água, o que as tornava vulneráveis a inundações, restringindo o seu uso a águas calmas. As torres iriam permitir que um menor número de armas pudesse ser apontado e disparado na direção de ambos os bordos do navio, fornecendo, ao mesmo tempo, proteção blindada à guarnição.
Um dos primeiros navios de torre do Mundo e o primeiro a entrar em combate foi o USS Monitor da Marinha dos Estados Unidos. O Monitor tinha duas peças de carregar pela boca montadas numa torre giratória couraçada central. Um sistema alternativo, usado na época, usava a barbeta, que consistia em uma torre fixa couraçada aberta, dentro da qual era a peça de artilharia que girava, com o seu tubo a projetar-se sobre o parapeito da torre. Em projetos posteriores, foi instalada uma cobertura couraçada sobre a barbeta.
Com o advento dos couraçados norte-americanos da classe South Carolina em 1908, as torres da bataria principal foram projetadas para disparar umas por cima das outras, para melhorar os arcos de tiro com armas centralizadas na linha central do navio. Isto deveu-se à necessidade de mover todas as torres da bataria principal para a linha central para um melhoramento do suporte estrutural dos navios. Isto contrastava fortemente com o couraçado contemporâneo britânico HMS Dreadnought que, apesar de revolucionário em muitos aspetos, ainda mantinha torres laterais. 
Outras grandes inovações foram couraçados japoneses da classe Kongō e britânicos da classe Queen Elizabeth que dispensaram a torre "Q" a meia-nau, a favor de peças mais pesadas em menos reparos.
Enquanto os navios da Primeira Guerra Mundial tinham, frequentemente, uma configuração de torres duplas, por alturas da Segunda Guerra Mundial eram mais frequentes as torres triplas e mesmo quádruplas, o que reduzia o número de reparos de artilhara do navio, ao mesmo tempo, melhorando a proteção blindada. As torres quádruplas, contudo, mostraram-se demasiado complexas e pouco operacionais.
As maiores torres de navio de guerra de sempre foram as instaladas nos couraçados da Segunda Guerra Mundial, nas quais uma caixa couraçada protegia uma grande guarnição durante o combate. O calibre do armamento principal dos grandes couraçados era, tipicamente, de 300 mm a 450 mm. Cada uma das torres montando peças de 450 mm, do couraçado japonês Yamato, pesava 2 500 toneladas. O armamento secundário dos couraçados (correspondendo ao armamento principal dos cruzadores) antava tipicamente entre os 127 mm e os 152 mm. Navios menores, estavam, tipicamente armados com peças de 76 mm que, normalmente, não estavam montadas em torres.

### Projeto
A parte rotativa da torre, situada acima do convés, é a cúpula couraçada que cobre a câmara de tiro, onde estão instaladas as peças e a sua guarnição. É na câmara de tiro que as peças são carregadas. A cúpula assenta sobre uma base de rolamentos, não estando, fisicamente, ligada ao navio - se, hipoteticamente, o navio se virasse, a torre desencaixar-se-ia e escorregaria para fora. Por baixo da câmara de tiro, situa-se o corpo da torre que encaixa na coroa ou barbeta, normalmente a um nível inferior ao do convés. No interior do corpo da torre situa-se uma câmara de manuseamento de munições. Na câmara de manuseamento estão os terminais superiores dos elevadores, que transportam as granadas e o propelente a partir dos paióis. As granadas são recebidas na câmara de manuseamento, sendo depois elevadas para a câmara de tiro por guindastes ou por elevadores. O corpo da torre - e a câmara de manuseamento no seu interior - gira juntamente com a cúpula e a câmara de tiro, assentando no interior da barbeta couraçada. A barbeta estende-se para baixo até à coberta blindada que protege os paióis. Na base da torre situam-se os compartimentos onde as granadas e o propelente são retirados dos paióis e colocados nos elevadores para serem elevados para a torre.
Os sistemas de manuseamento e de elevação das munições consistem em maquinismos complexo com a função de as transportarem desde os paióis até às culatras das peças para serem carregadas. Tendo em conta que cada granada pode pesar cerca de uma tonelada e que cada torre de 15 polegadas teria que completar um ciclo completo de carregamento e disparo num minuto, os mecanismos de transporte teriam que ser potentes e rápidos.

### Torres modernas
A maioria dos navios modernos de combate de superfície dispõe de reparos montando peças de grandes calibres que, agora, se situam entre os 75 mm e os 127 mm. No entanto, as cúpulas das torres modernas já não são couraçadas, mas são feitas de materiais leves como o plástico ou a fibra de vidro, destinando-se apenas a proteger as peças e a sua guarnição - se existir - contra as inclemências meteorológicas. As torres modernas são, geralmente, de operação automática, sem qualquer guarnição no seu interior. Já as armas de menor calibre, muitas vezes não estão instaladas em torres mas sim em reparos fixos ao convés.

### Designação
A bordo dos navios de guerra, é dada uma identificação a cada torre. 
No sistema usado pela Royal Navy britânica, as torres da bataria principal são identificadas por letras. As torres situadas avante da ponte de comando são designadas, da proa para a ré, como "A", "B", etc.. As torres situadas à ré da ponte são designadas da popa para avante como "Y", "X", etc. Torres situadas a meio navio seriam designadas "P", "Q", "R", etc. As torres das batarias secundárias são designadas por um prefixo e um número. O prefixo indica se a torre está a bombordo ou estibordo e o número a sua ordem de avante para a ré. Assim a torre de bombordo (port) mais avante seria "P1" e a de estibordo (starboard) seria "S1". Este sistema tinha, contudo, muitas excepções, existindo navios onde não era adoptado.
A Alemanha também usava um sistema onde as torres eram identificadas por letras e pelos códigos fonéticos de rádio a elas correspondentes. No entanto, no sistema alemão, as torres eram identificadas sequencialmente da proa para a popa, independentemente de estarem ou não avante da ponte. Por exemplo, no couraçado Bismarck as torres, de avante para a ré eram a "Anton", "Bruno", "Caesar" e a "Dora".
Na Marinha dos EUA, as torres são numeradas da proa para a ré.

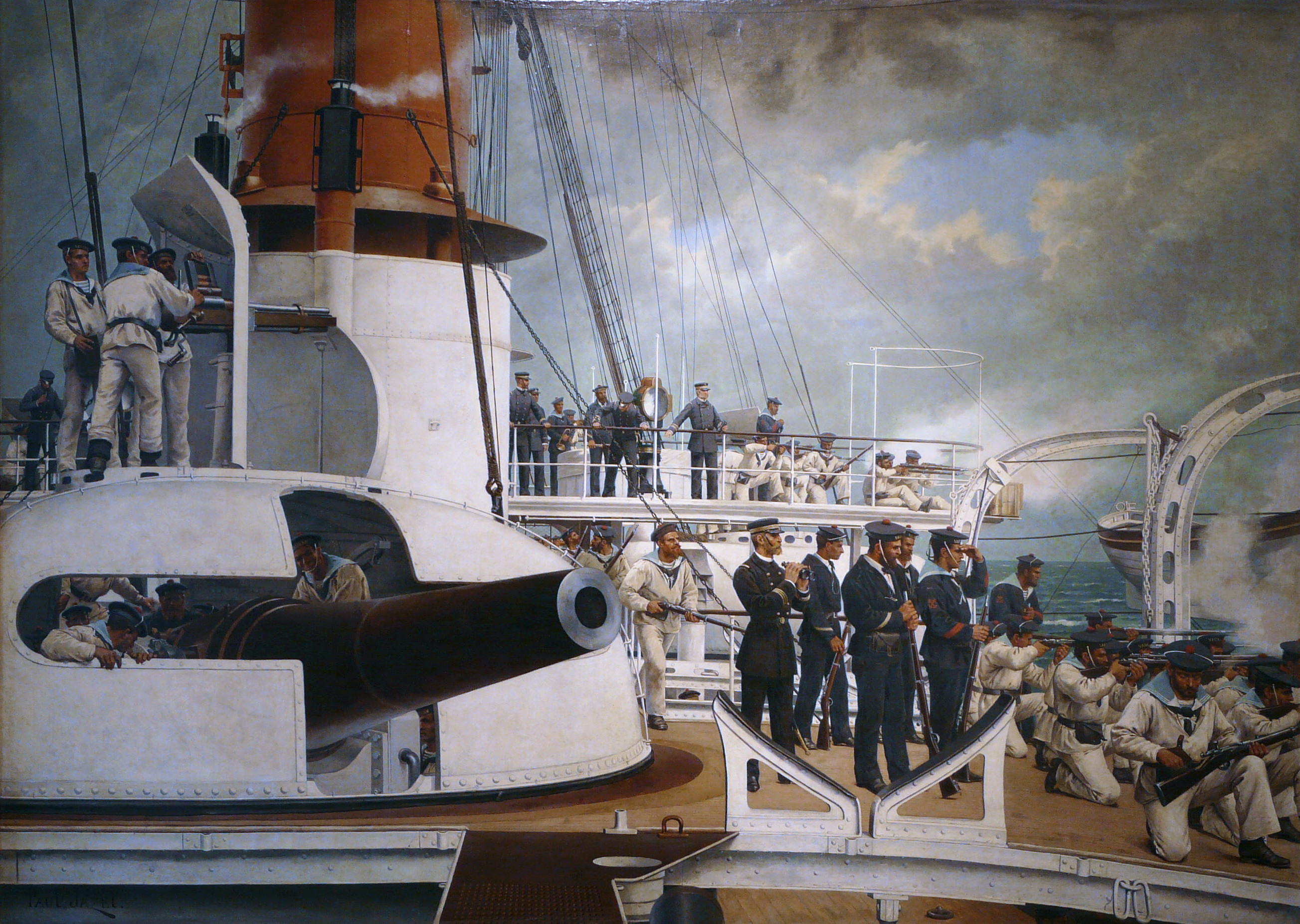
Barbeta coberta do couraçado francês Vauban.
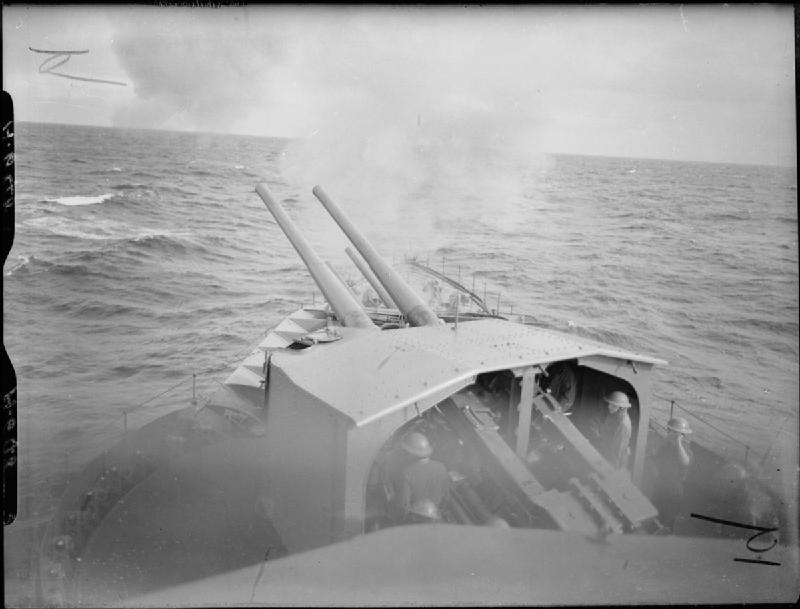
Torre parcialmente descoberta do contratorpedeiro HMS Kashmir.
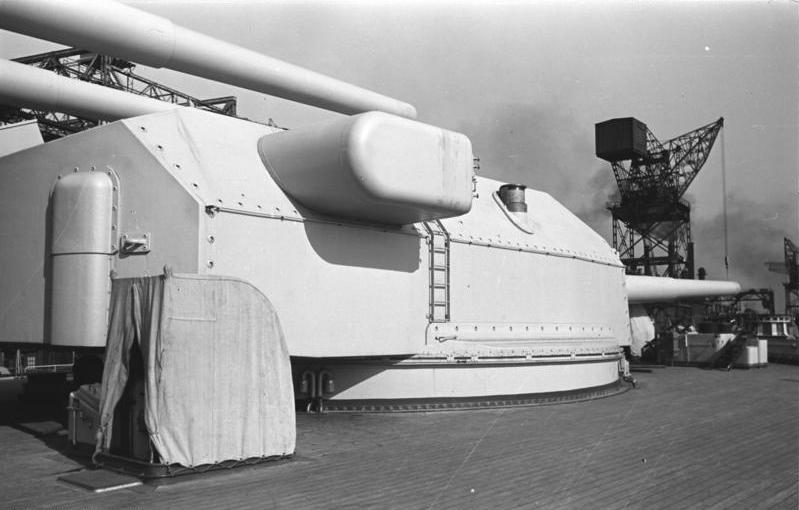
Lateral traseira da torre Anton do couraçado alemão Bismarck.
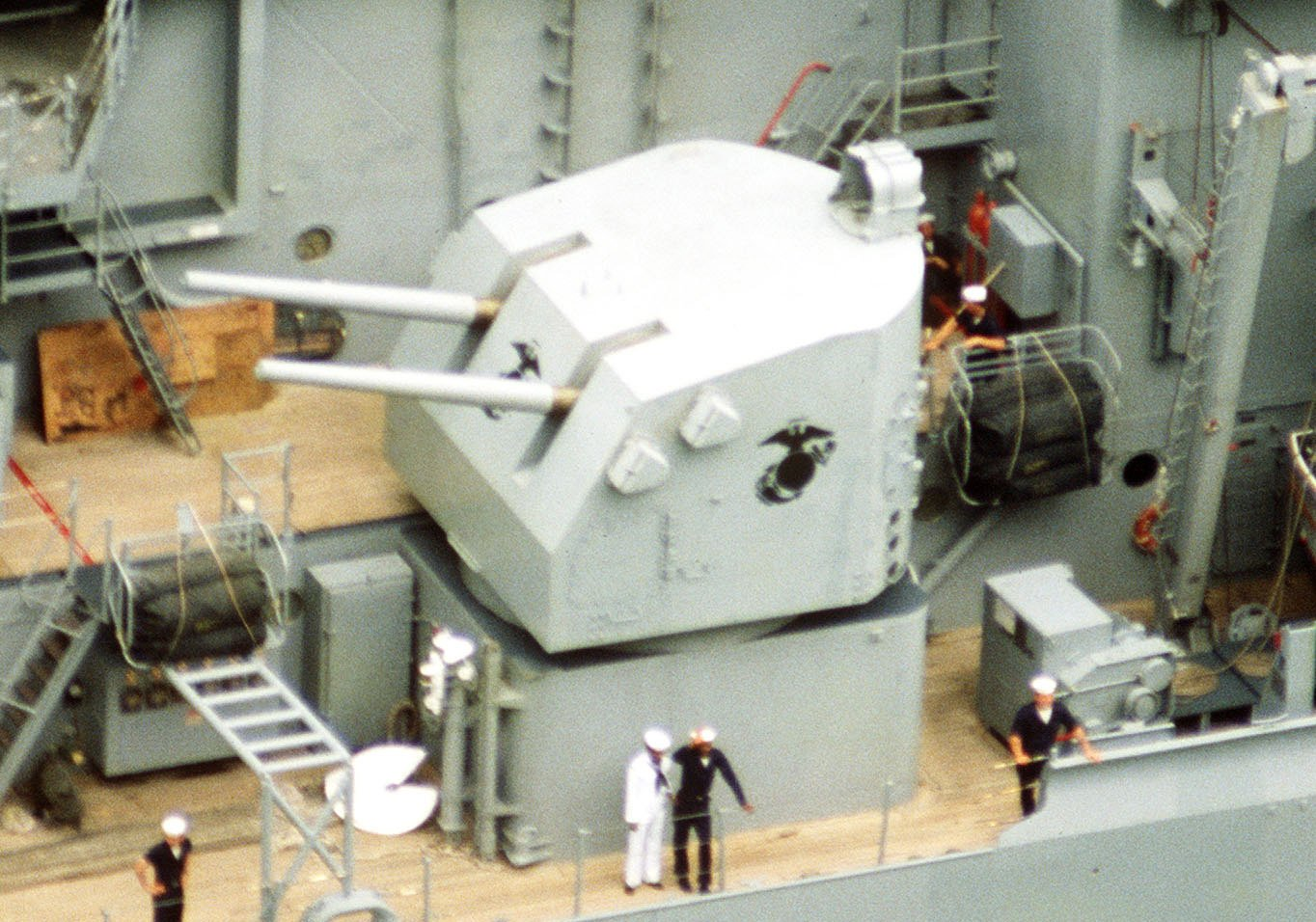
Torre dupla lateral de 5 polegadas (125 mm) do couraçado norte-americano USS New Jersey.
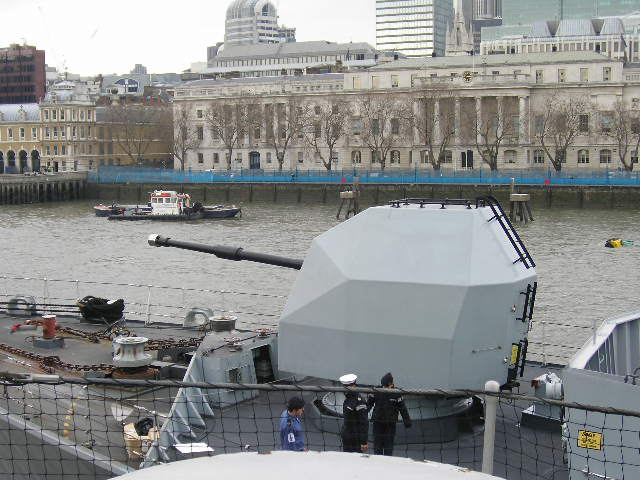
Torre singela de 4,5 polegadas (112 mm) da fragata britânica HMS Northumberland, com cúpula de linhas furtivas.

## Veículos blindados
À parte do uso anterior em alguns modelos de autometralhadoras, a primeira torre montada num veículo de combate, apareceu sobre o carro de combate francês Renault FT-17. A fórmula de um armamento que poderia ser orientável em 360º sobre um veículo blindado conheceu um sucesso tão elevado que foi logo adoptada pela maioria dos projetos de blindados. A torre giratória permitia a um veículo de combate aventurar-se dentro do coração da zona inimiga, fazendo frente aos alvos e ameaçadas vindas de todos os lados.
Apenas alguns caça carros de combate e obus autopropulsados conservaram um armamento montado numa casamata, uma vez que estes veículos se destinavam a apoiar as forças amigas a partir da sua retaguarda. Além disso, a disposição em casamata permitia a instalação de peças de artilharia de grande potência, dificilmente instaláveis em torre.
Na década de 1930 estiveram em voga os modelos de carros de combate com torres múltiplas, que permitiam fazer frente a vários alvos simultaneamente. Mas, a experiência demonstrou a existência de múltiplos inconvenientes para este tipo de carro de combate: a coordenação do tiro era quase impossível, o campo de tiro de cada torre era reduzido e o veículo tornava-se mais volumoso em virtude da necessidade de aumento do número de tripulantes. Assim, a fórmula da peça com o maior calibre possível numa torre única tornou-se rapidamente na norma.
As primeiras torres de blindados eram ligeiras, girando por ação do apontador que a operava de pé, com o ombro apoiado sobre a coronha da arma. O calibre das armas e o peso das torres foram crescendo, obrigando à instalação de sistemas mecânicos ou elétricos de rotação. No entanto, normalmente mantém-se um sistema de emergência de rotação manual, através de uma manivela e de desmultiplicadores, a ser usado em caso de falta de energia.
Sendo inicialmente monolugares, as torres dos blindados tornaram-se posteriormente bi e, depois, trilugares, em particular sob a impulso dos Alemães. Apesar de obrigar a um aumento de tamanho da torre, o aumento do número de serventes permite uma melhor repartição de funções. A fórmula iniciada no início da Segunda Guerra Mundial e, ainda hoje mais adoptada é a da torre ser guarnecida pelo chefe do carro de combate - encarregue de observar o campo de batalha, de designar os alvos e, se necessário, de disparar a arma principal - pelo apontador - encarregue de apontar e disparar a arma - e pelo municiador - encarregue de municiar a arma.

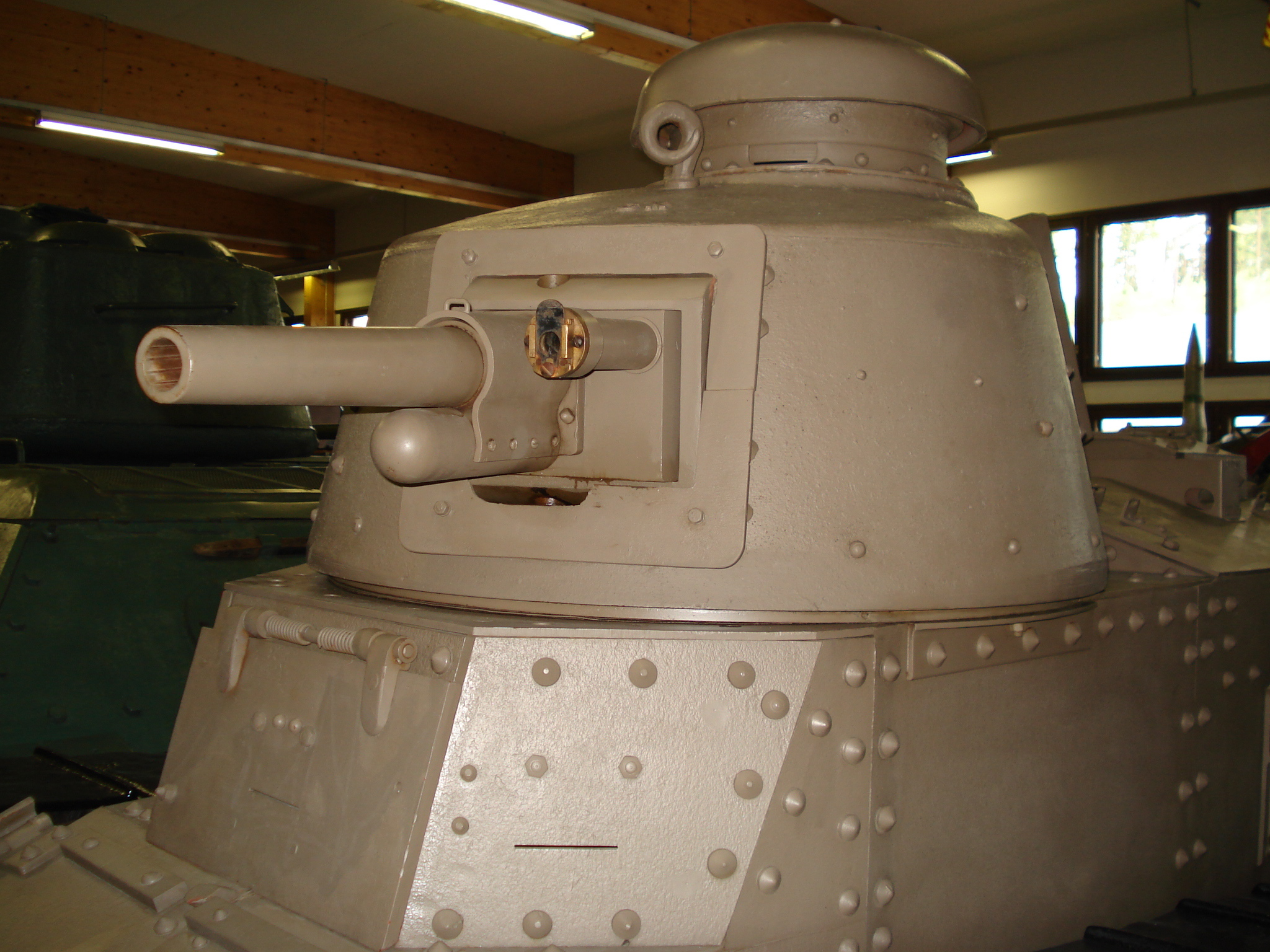
Torre de um carro de combate Renault FT-17.
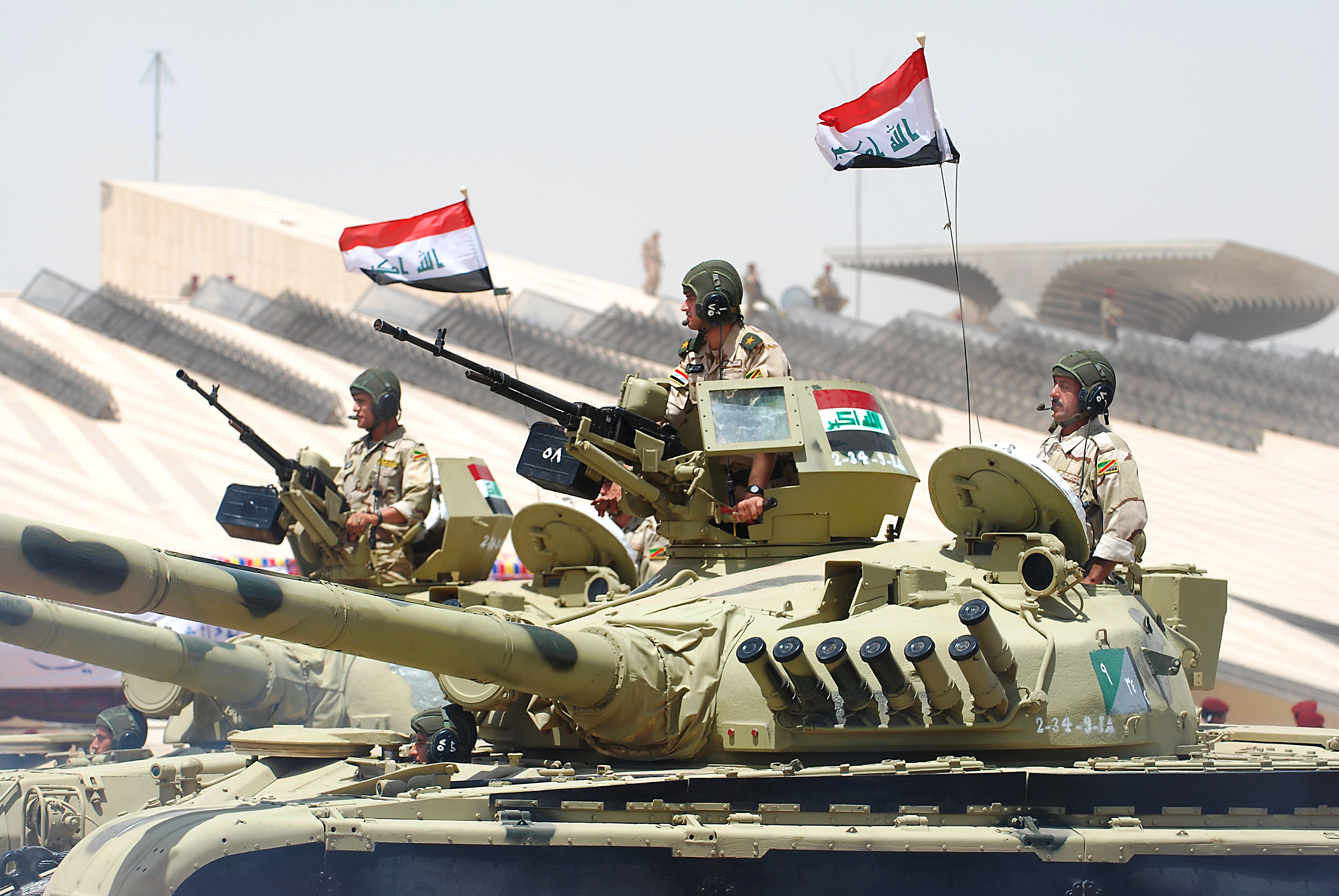
Torres de carros de combate T-72.
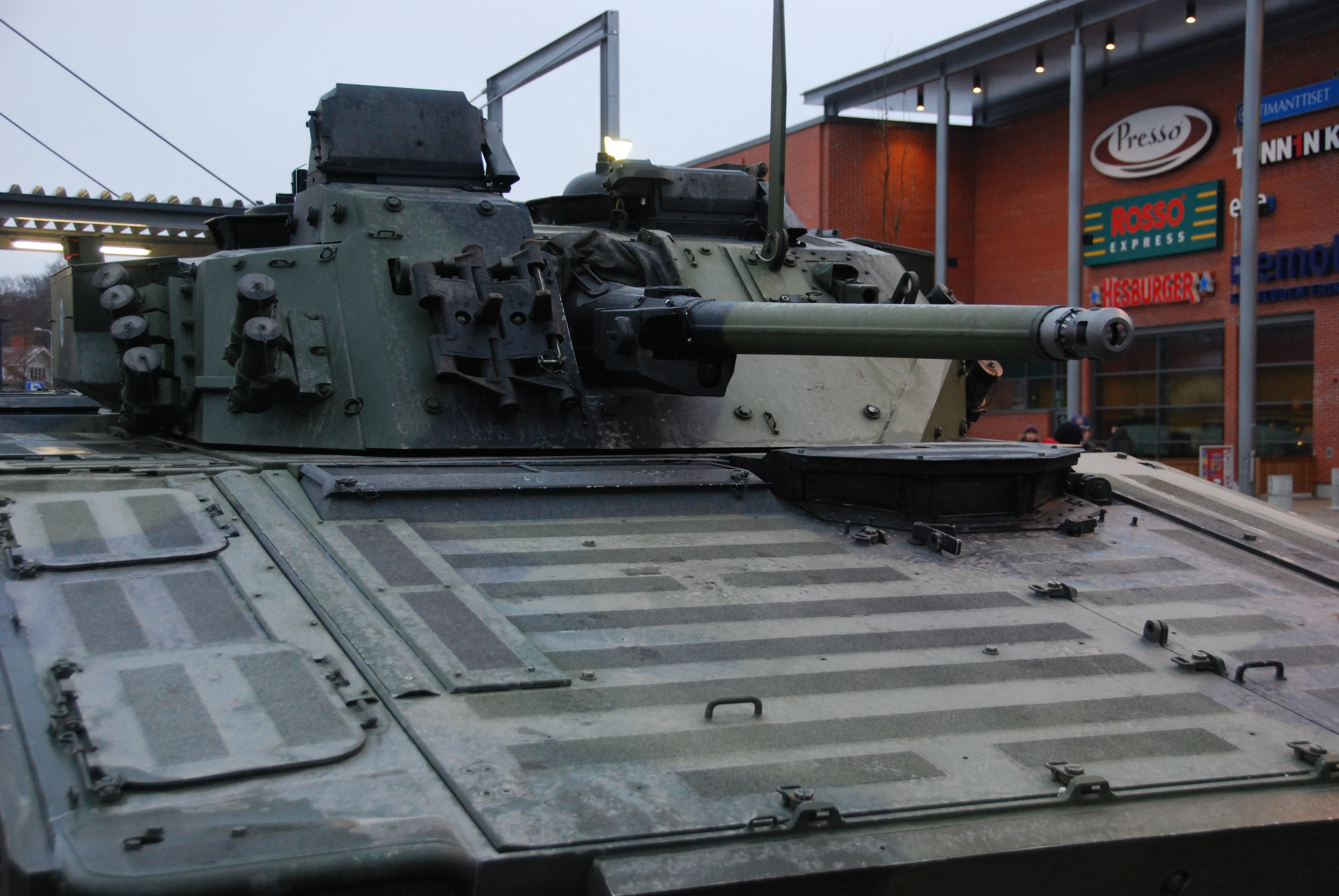
Torre de um veículo de combate de infantaria Stridsfordon 90.
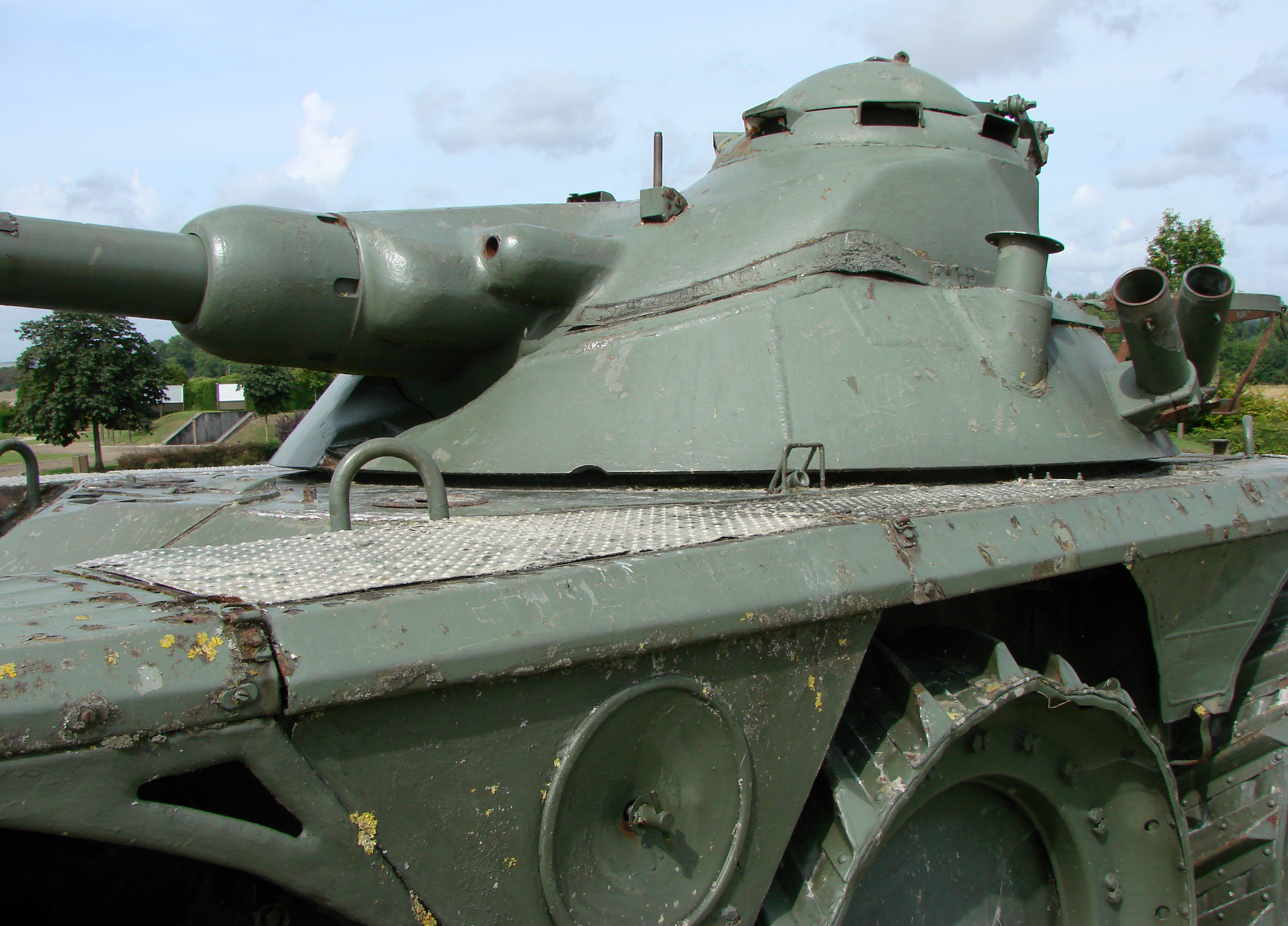
Torre oscilante de um blindado de reconhecimento Panhard EBR.
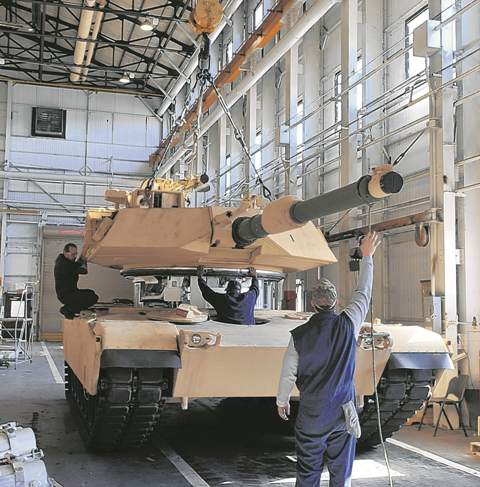
Montagem da torre num carro de combate M1 Abrams.

## Fortificações terrestres
Desde o final do século XIX que a artilharia das fortificações modernas começou a ser instalada em torres blindadas rotativas, que substituíram, parcialmente, as anteriores casamatas. A grande vantagem das torres rotativas sobre as casamatas fixas, era o seu elevado campo de tiro que podia ir até aos 360 º.
As torres rotativas foram, sobretudo, usadas nas batarias fortificadas de artilharia de costa. Uma vez que a artilharia de costa tinha que fazer fogo contra navios, era-lhe vantajosa a capacidade de pontaria das torres giratórias contra alvos em movimento. Sendo muito semelhantes às torres dos navios de guerra, as torres de artilharia de costa de muitos países eram guarnecidas por artilheiros da marinha.
No século XX, as torres giratórias foram amplamente utilizadas nos grandes sistemas fortificados como a Linha Maginot e a Muralha do Atlântico. Nestas fortificações foram usadas desde pequenas torres montando metralhadoras até torres montando peças de mais de 400 mm. Algumas destas torres eram eclipsáveis, estando recolhidas e abrigadas do fogo inimigo até ao momento do disparo, altura em que eram elevadas e colocadas em posição.
Em diversas fortificações modernas, foi frequente a utilização de torres de antigos couraçados, que eram retiradas dos seus navios e instaladas em posições terrestres. Também foi frequente uma utilização semelhante de torres de carros de combate obsoletos.
Hoje em dia, países como a Espanha e a Finlândia ainda operam torres giratórias em posições fixas de artilharia de costa. Até ao final década de 1990, também eram usadas torres giratórias pelas artilharias de costa de países como o Brasil, Portugal e a Suécia.

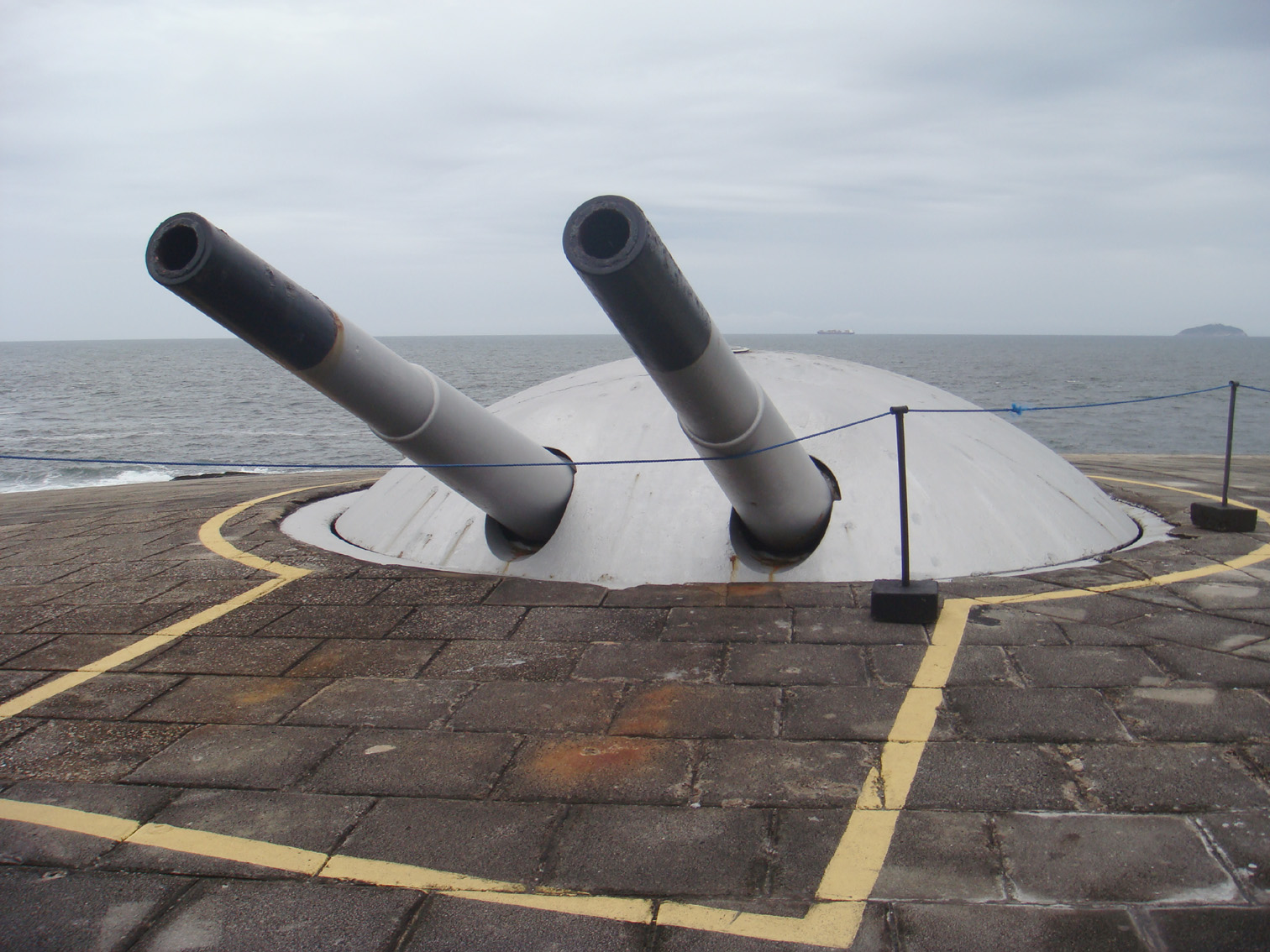
Torre com duas peças de 190 mm de artilharia de costa do Forte de Copacabana, Brasil.
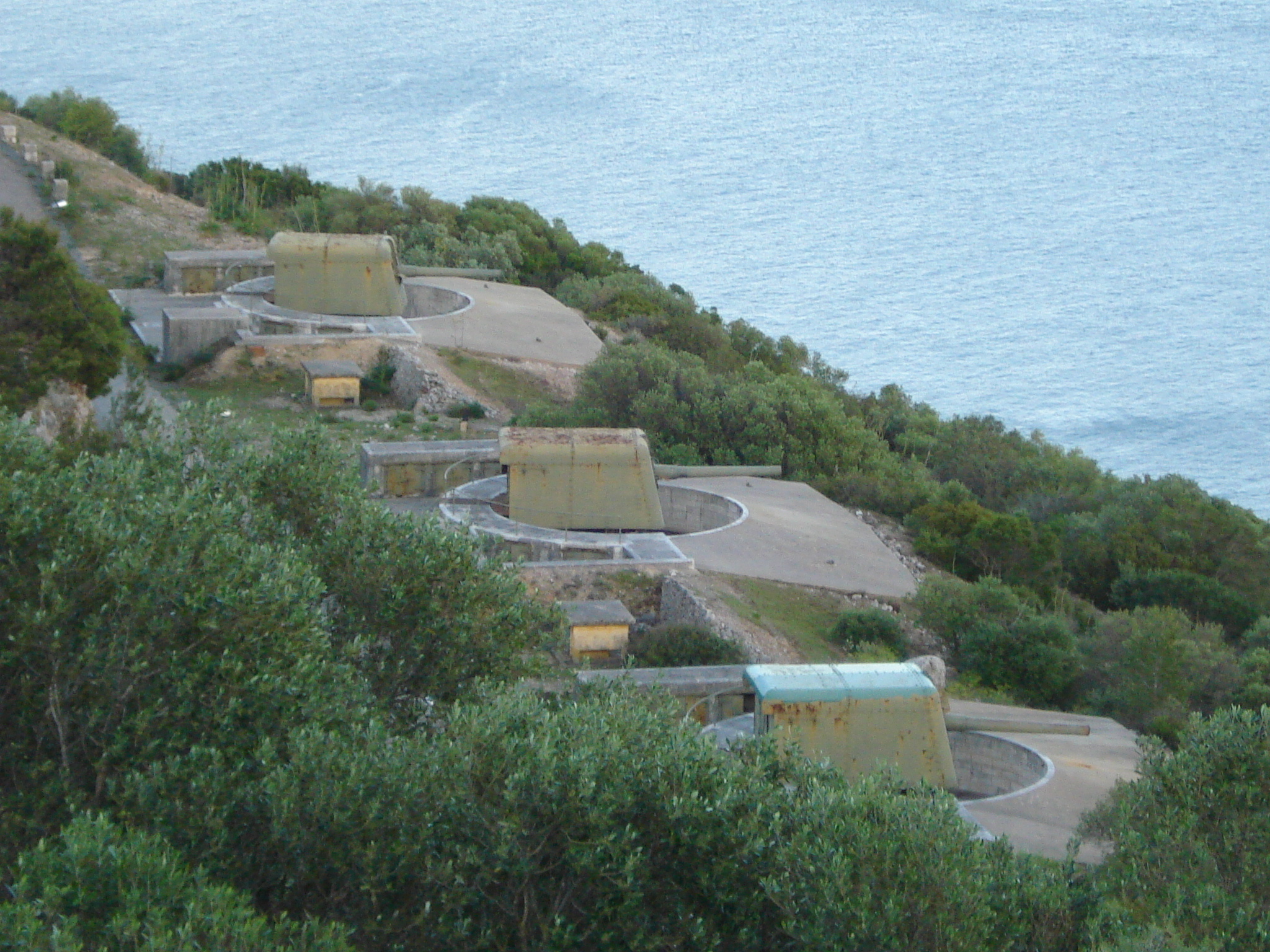
Torres com peças de 152,4 mm de artilharia de costa da Bataria de Outão, Portugal.
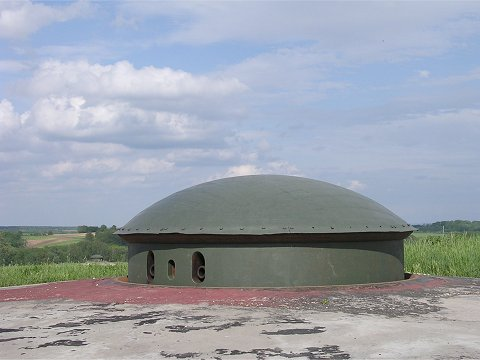
Torre eclipsável para peças de 75 mm da Linha Maginot, França.
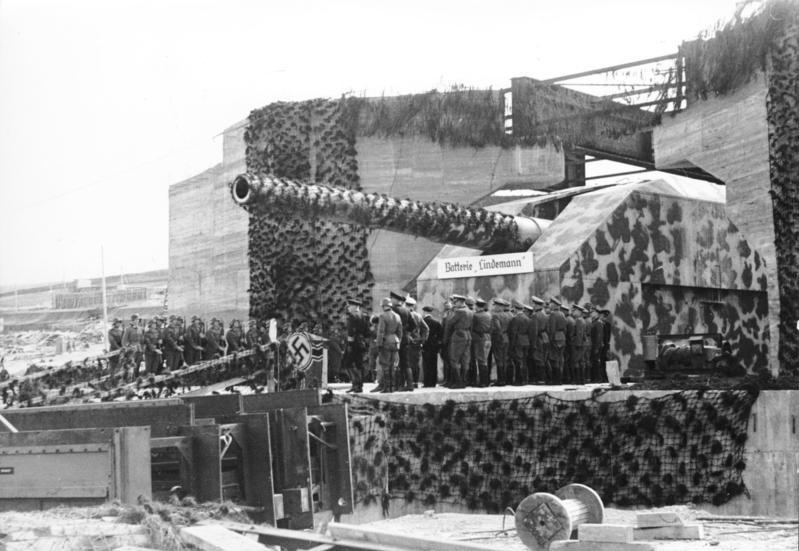
Torre da bataria de costa "Lindemann" da Muralha do Atlântico, França.
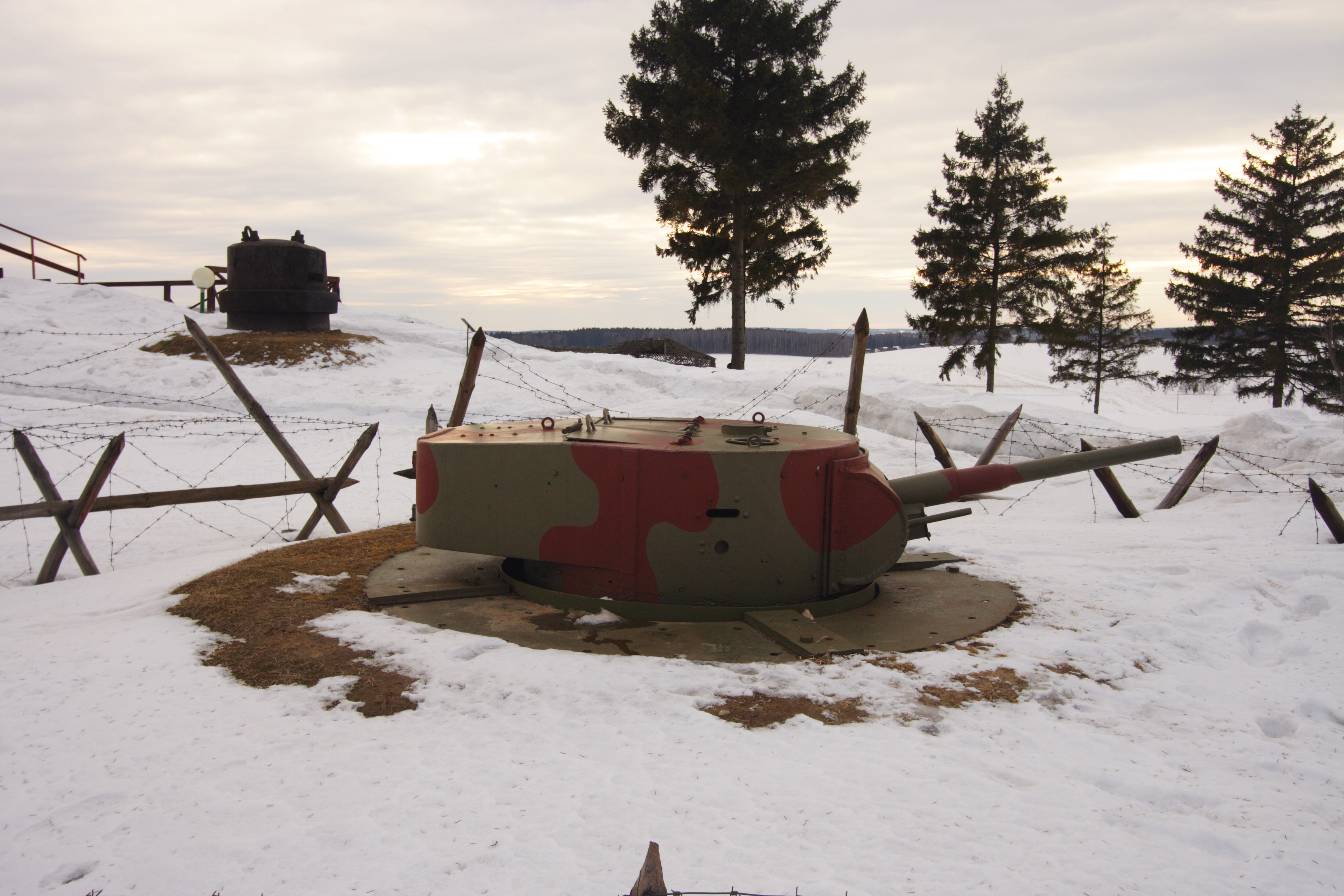
Torre de carro de combate montada numa posição fixa da Linha de Stalin, Rússia.

## Aeronaves
Na sequência do desenvolvimento do armamento das aeronaves de combate, durante a Primeira Guerra Mundial, nalgumas delas foram montadas metralhadoras em reparos sob a forma de anéis giratórios (designados Scarf rings) que circundavam o lugar do apontador e lhe permitiam apontar as armas em todas as direções. A necessidade de proteger os apontadores de metralhadora contra as inclemências do tempo levou a que os Scarf rings passassem a ser cobertos por uma cúpula, transformando-se em pequenas torres giratórias, designadas "torretas". 
As torretas passaram a ser instaladas, sobretudo, nas aeronaves maiores como os bombardeiros, servindo-lhes como autodefesa contra-ataques de caças inimigos. 
Sendo inicialmente, operadas manualmente, as torretas passaram depois a ter comandos elétricos. Mais tarde, algumas das torretas passaram a ser totalmente automáticas, sem apontador, sendo operadas remotamente.
Conforme a posição, as torretas das aeronaves podem ser:
1. Dorsais - colocadas no topo da fuselagem:
2. Ventrais - colocadas sob a fuselagem;
3. De cauda - colocadas na traseira (cauda) da fuselagem;
4. De nariz - colocadas na frente (nariz) da fuselagem;
5. De queixo - colocadas sob o nariz da fuselagem;
6. De asa - colocadas nas asas de aeronaves muito grandes.

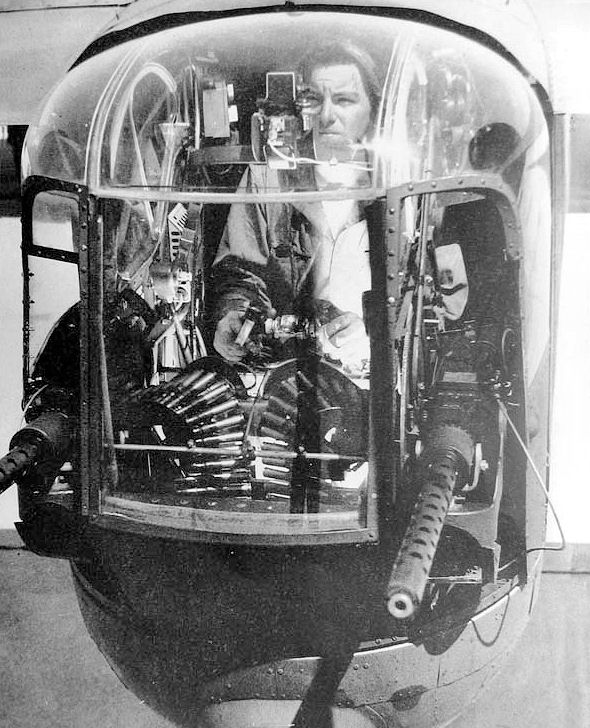
Torreta de cauda de um bombardeiro B-24.
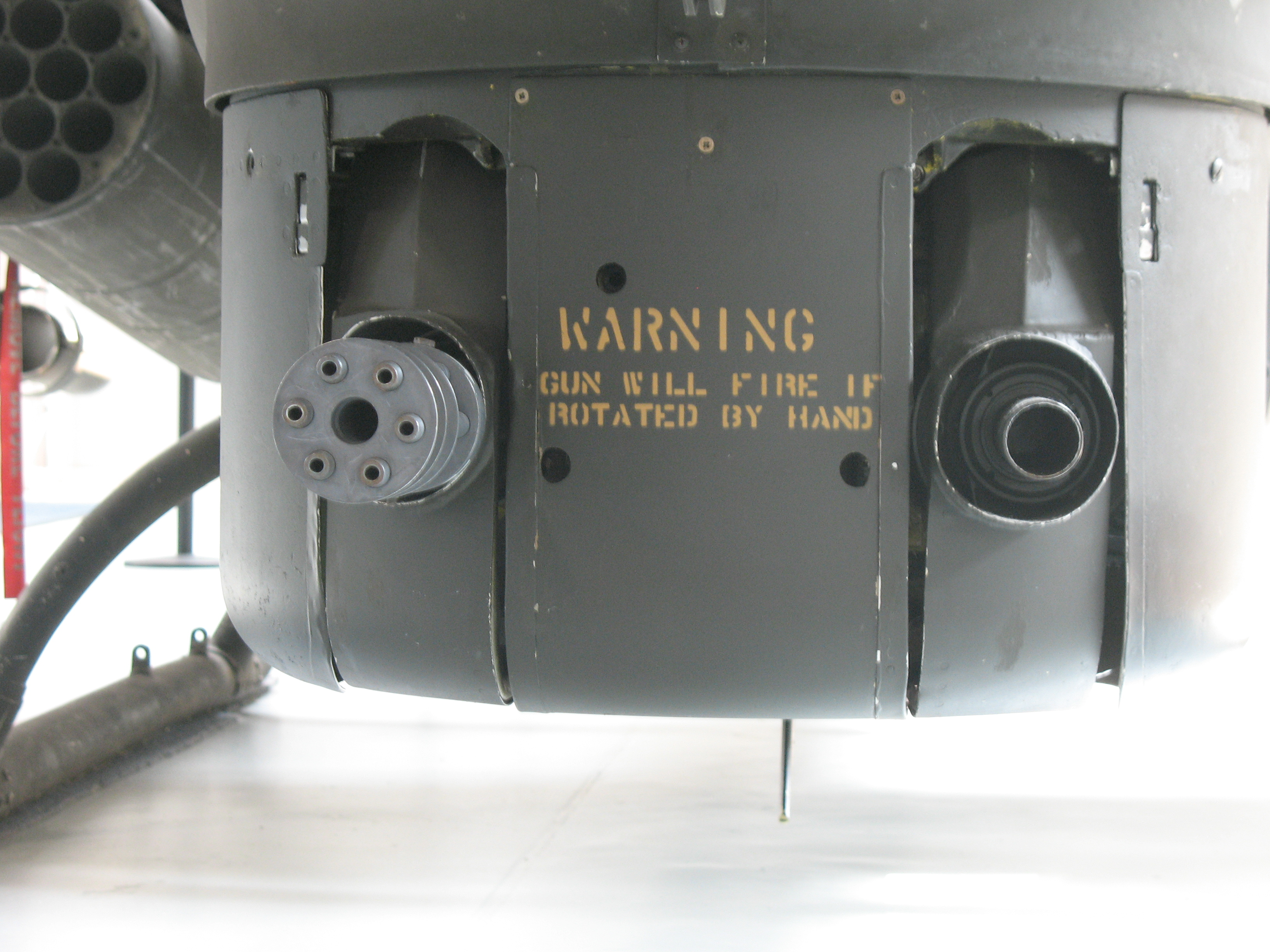
Torre de queixo de um helicóptero Bell AH-1 Cobra.
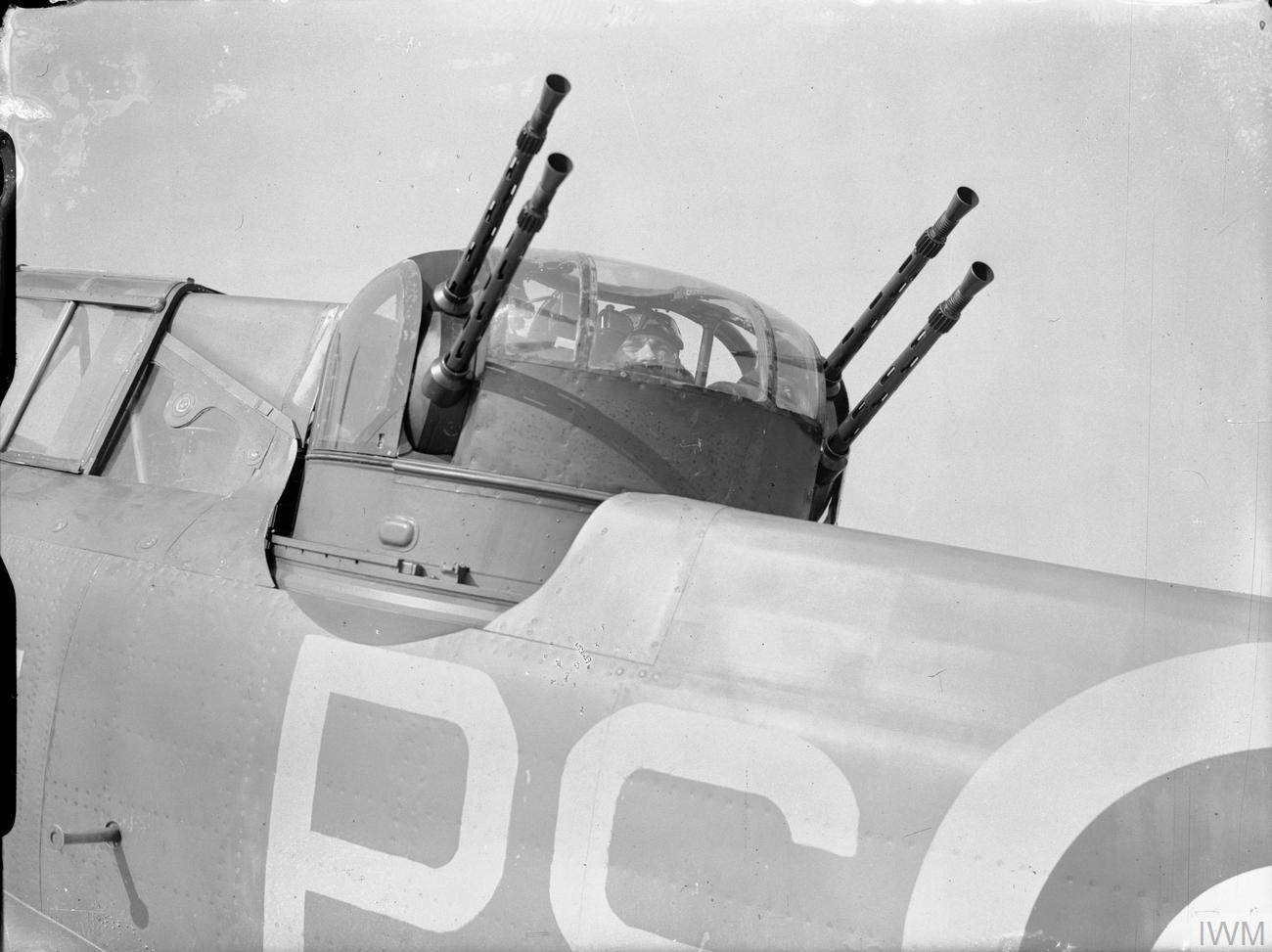
Torre dorsal de um caça Boulton Paul Defiant.
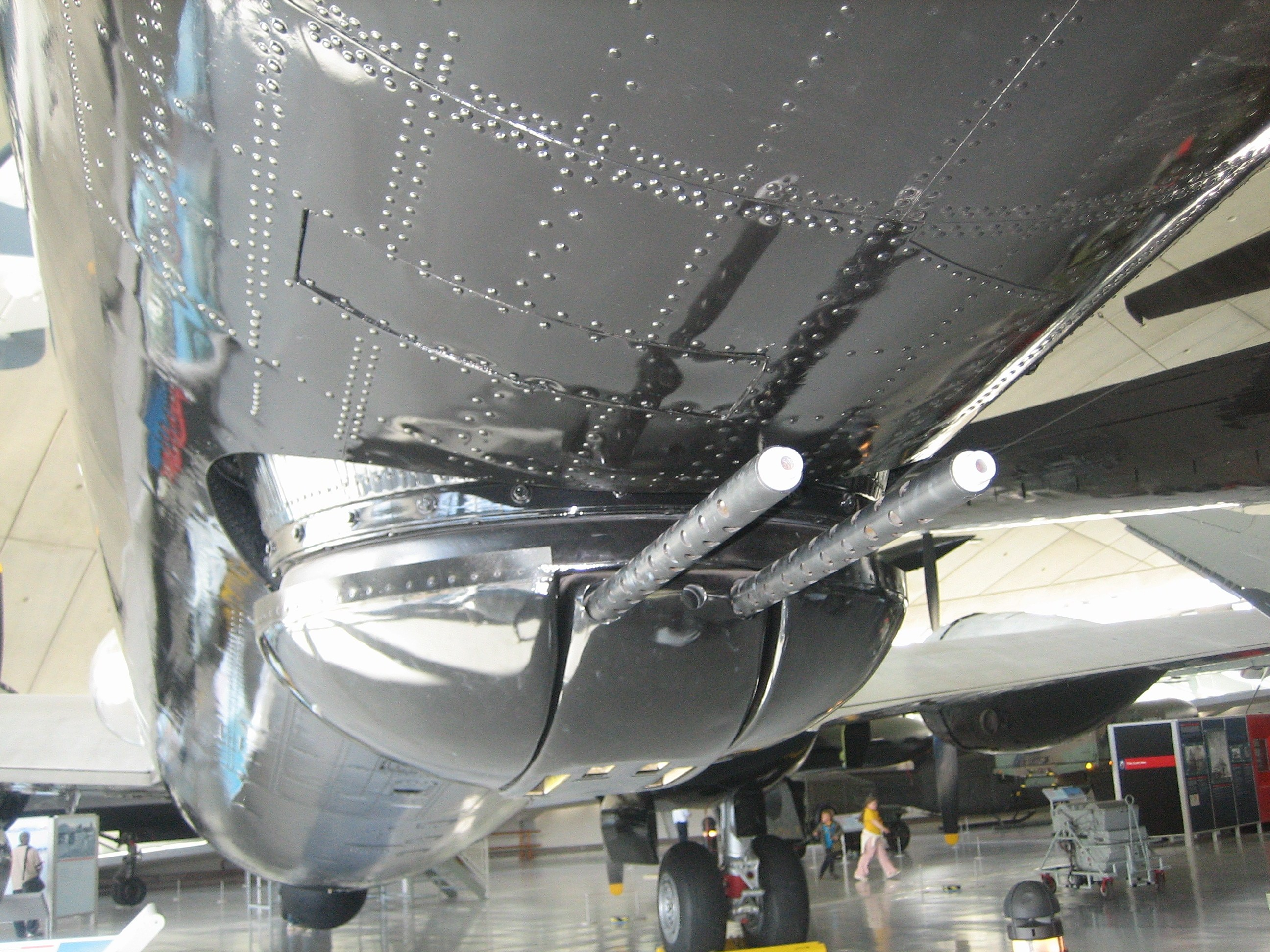
Torre ventral de um bombardeiro Boeing B-29 Superfortress.
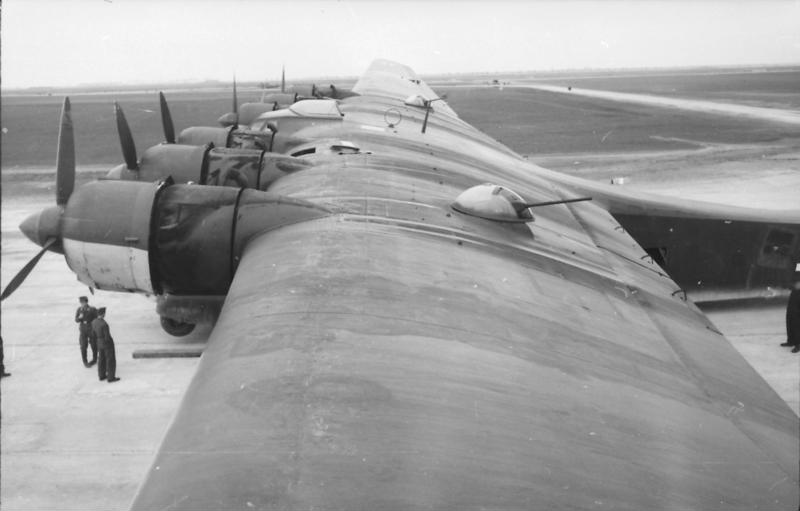
Torre de asa de um avião de transporte pesado Messerschmitt Me 323.